# Geometria absoluta
S'anomena geometria absoluta o geometria neutral a la geometria que es desenvolupa a partir dels primers quatre postulats d'Euclides, sense prendre'n el cinquè. Engloba, per tant, la part comuna de les geometries euclidiana, el·líptica i hiperbòlica. De fet, les primeres 28 proposicions dels Elements d'Euclides no empren el cinquè postulat i per tant formen part de la geometria absoluta. El terme geometria absoluta fou introduït pel matemàtic hongarès János Bolyai el 1832.